# Giuseppe Quargentan
Giuseppe Quargentan ist ein ehemaliger italienischer Autorennfahrer.

## Karriere
Giuseppe Quargentan war in den 1980er- und 1990er-Jahren in der Tourenwagen-Europameisterschaft, der BPR Global GT Series und der European Le Mans Series aktiv. Als 1987 aus der Europameisterschaft die Tourenwagen-Weltmeisterschaft wurde, wechselte Quargentan in diese neue Rennserie. Er fuhr einen  BMW 635 CSi und erreichte den achten Gesamtrang beim 500-km-Rennen von Monza.
Erfolgreich war er bei Rennen auf dem Autodrome de Linas-Montlhéry und dem Autodromo Vallelunga. Nach einem fünften Rang beim 1000-km-Rennen von Paris 1994 fuhr er 1995 gemeinsam mit dem Franzosen Philippe Auvray auf einem Porsche 911 GT2 an die dritte Stelle der Gesamtwertung. Seinen letzten Rennstart hatte er beim 6-Stunden-Rennen von Vallelunga 1999, wo er als Partner von Nigel Smith und Ernst Palmberger Gesamtfünfter wurde.